# Breda, Iowa
Breda är en stad i Carroll County i Iowa. Vid 2020 års folkräkning hade Breda 500 invånare.